# Dichotomius comarapensis
Dichotomius comarapensis là một loài bọ cánh cứng trong họ Bọ hung (Scarabaeidae).